# La Place Royale, ou l'Amoureux extravagant
La Place Royale, ou l'Amoureux extravagant és una comèdia en cinc actes, escrita per Pierre Corneille el 1634, estrenada al Théâtre du Marais de París el 1636 i publicada el 1637.
Aquesta obra, on Corneille parla de l'amor i la llibertat a través del personatge d'Alidor i del seu compromís amb Angélique, va conèixer un gran èxit.

## Argument
Alidor i Angélique s'estimen, però ell no pot fer-se la idea del matrimoni perquè això significarà la pèrdua de la seva llibertat. Aleshores, Alidor teixirà un seguit d'embolics on es veuran immersos el seu amic Cléandre, Doraste i Phylis. Quan Angélique descobreix que ha estat víctima, un cop més, del joc d'Alidor; decideix abandonar el món per entrar al convent.

## Personatges
- Alidor, amant d'Angélique
- Cléandre, amic d'Alidor
- Doraste, enamorat d'Angélique
- Lysis, enamorat de Phylis
- Angélique, amant d'Alidor i de Doraste
- Phylis, germana de Doraste
- Polymas, criat de l'Alidor
- Lycante, criat de Doraste